# Bienvenue Basala-Mazana
Bienvenue Basala-Mazana (* 2. Januar 1992 in Bonn) ist ein deutscher Fußballspieler kongolesischer Herkunft. Er gewann mit der deutschen U-17-Nationalmannschaft die Junioren-Europameisterschaft 2009.

## Verein
Während seiner Jugendzeit spielte Bienvenue von 1999 bis 2004 für den 1. FC Ringsdorff-Godesberg. Später besuchte er das Sportinternat des 1. FC Köln. Er spielte dort in mehreren Jugendabteilungen. Seit der Saison 2009/10 steht Bienvenue zudem im Kader der 2. Mannschaft des 1. FC Köln, die in der Regionalliga West spielt. In der Saison 2010/11 stand er im Kader der 1. Mannschaft, für die er in dieser Spielzeit allerdings nicht zum Einsatz kam.
Zur Saison 2011/12 wechselte Basala-Mazana auf Leihbasis zum österreichischen Erstligisten SV Ried. Sein Debüt als Profi gab er am 16. Juli 2011, als er beim 1:1-Unentschieden gegen den SK Sturm Graz in der Anfangself stand.
In der Vorbereitung auf die Saison 2012/13 wurde Basala-Mazana von Trainer Holger Stanislawski aus dem Profikader aussortiert und in die zweite Mannschaft versetzt. Aber auch dort kam er nicht mehr dauerhaft zum Einsatz. Schließlich wurde sein auslaufender Vertrag nicht mehr verlängert, womit es für ihn in die sportliche Arbeitslosigkeit ging. Im Januar 2015 absolvierte er ein Probetraining beim Drittligisten Preußen Münster, das ihm jedoch keine Anschlussbeschäftigung einbrachte.
Im November 2016 unterschrieb Basala-Mazana einen Einjahresvertrag beim portugiesischen Amateurverein GC Alcobaça. Zur Saison der Fußball-Regionalliga Nordost 2017/18 wechselte er zum Berliner AK 07.

## Nationalmannschaft
Bienvenue Basala-Mazana durchlief mehrere Jugendauswahlen des DFB, so spielte er für die U16-, die U17- und die U18-Auswahl Deutschlands. Den vorläufigen Höhepunkt seiner jungen Karriere erlebte er im Mai 2009 im eigenen Land, als er die U17-Europameisterschaft gewann. Er erzielte außerdem im Halbfinale gegen Italien ein Tor. Mit diesem Erfolg qualifizierte sich die Mannschaft für die U-17-Weltmeisterschaft 2009, wo man im Achtelfinale der Auswahl der Schweiz nach Verlängerung unterlag.
Im September 2011 absolvierte er sein einziges Länderspiel für die U-20-Nationalmannschaft.

## Erfolge
Nationalmannschaft
- U-17-Europameister: 2009